# De Tochten (Metro de Roterdão)
De Tochten é uma das estações da linha B do metro de Roterdão. A estação foi, a partir da sua inauguração, e durante várias décadas, o terminal da linha, até em 2005 uma expansão ter levado a linha até à estação Nesselande.